# Dömle herrgård
Dömle herrgård, morgongåva från 1446. Fram till år 2004 Dömle stiftsgård, därefter privatägd. Den ligger  i Nedre Ulleruds socken i Forshaga kommun, utanför Deje vid sjön Smårissjön. Den utgörs idag av herrgårdsbyggnad, Frugården, Sjögården, flyglarna, en kyrka samt egen park med badplats. 
Stiftsgården startades 1946, där det tidigare varit en herrgård, gästgiveri, jordbruk och ett järnbruk, Dömle bruk. Stiftsgården såldes av Karlstads stift den 18 mars 2004.
Dömle herrgård har 66 hotellrum, 14 konferenslokaler och 120 restaurangplatser.

## Orgel
Orgeln är byggd 1967 av Grönlunds orgelbyggeri. Den är mekanisk och har 4 stämmor.
| Manual        |
| Gedakt 8’     |
| Rörflöjt 4’   |
| Principal 2’  |
| Kvinta 1 1⁄3' |